# Сабала, Сесар
Сесар Сабала Фернандес (исп. César Zabala Fernández; 3 июня 1961, Луке, Сентраль — 31 января 2020, Луке, Сентраль) — парагвайский футболист, защитник.

## Биография
Сабала играл на профессиональном уровне в Парагвае за «Серро Портеньо», а также выступал в Аргентине за «Тальерес Кордова» и в Бразилии за «Интернасьонал».
Сабала дебютировал за сборную Парагвая 3 февраля 1985 года в товарищеском матче против Уругвая в Монтевидео (поражение 1:0). Участник чемпионата мира 1986 года в Мексике, а также трёх розыгрышей Кубка Америки. Сабала провел 49 матчей и забил три гола за национальную сборную.
В 2011 году у Сабалы обострились проблемы с сердцем. Для сбора средств на операцию его друзья организовали благотворительный турнир. В последние годы он страдал от рака жёлчного пузыря. Он умер в возрасте 58 лет в региональной больнице Луке.

## Титулы и достижения
- Чемпион Парагвая (4): 1987, 1990, 1991, 1992